# Platyhedylidae
Famille
Les Platyhedylidae sont une famille de limaces de mer de l'ordre des Sacoglossa.

## Liste des genres
Selon World Register of Marine Species (4 août 2015) :
- genre Gascoignella Jensen, 1985 -- 3 espèces
- genre Platyhedyle Salvini-Plawen, 1973 -- 1 espèce